# Sara Oswald
Pour les articles homonymes, voir Oswald.
Sara Oswald, née le 11 avril 1978 à Fribourg, est une violoncelliste et compositrice suisse.

## Biographie
Sara Oswald passe sa jeunesse à Belfaux avec son père, professeur de latin et grec au gymnase et sa mère, psychologue pour enfants. Dans son enfance, sa famille lui donne l'occasion de choisir un instrument. Elle choisit le violoncelle tandis que son frère commence le violon. Sara Oswald suit ses premiers cours chez Diane Déglise. À l'âge de 14 ans, elle intègre l'Orchestre des jeunes de Fribourg. En 1998, après l'obtention de son baccalauréat, Sara Oswald est admise à la Haute école de musique de Lausanne (HEMU) et y effectue des études classiques. Dès 2002, elle poursuit ses études de violoncelle baroque à Barcelone avec Bruno Cocset puis à la Haute école de musique de Genève (HEM).
Elle perd graduellement son intérêt pour l'orchestre et pratique l'improvisation et d'autres genres musicaux. En 2005, elle cofonde le quatuor Barbouze de chez Fior, qui dure 10 ans. En 2008, elle obtient un postgrade en violoncelle baroque à la HEM de Genève. En 2013, Sara Oswald a l'occasion de partir en tournée avec Sophie Hunger,. Elle expérimente et travaille à des projets très variés. Elle collabore notamment avec les Young Gods, Pascal Auberson, Colin Vallon et Christophe Calpini. Parallèlement, elle participe à des créations théâtrales, des performances et des installations artistiques, dont Les Acteurs de bonne foi d'Eugénie Rebetez, Geneviève Pasquier et Nicolas Rossier, Histoires d’Elles d'Yvette Théraulaz, et Rêverie, performance musicale d’une durée de 8 heures écrite en collaboration avec Colin Vallon. Dès 2014, elle compose également pour des films de réalisateurs tels que Céline Pernet, Stéphane Goël et Frédéric Pajak.
En 2015, Sara Oswald reçoit le Prix Culturel Musique du Canton de Vaud. Elle s'est formée dans l'art de l'improvisation auprès de Popol Lavanchy et anime des stages d'improvisation. En septembre 2017, elle crée son premier spectacle solo, avec des pièces composées par elle-même,. Durant la pandémie de Covid-19, elle se produit virtuellement à travers des concerts en Skype, encartant ainsi la crise vécue par le milieu culturel,,. En septembre 2022, elle publie son premier album, intitulé Bivouac.
Sara Oswald fait également partie du projet Big Eyes Trio, avec Emilie Zoé et Laure Betris, et de JØØN, avec Patrice Moret, Matthieu Michel et Stefan Aeby.
Elle vit et travaille à Leysin.